# 蔣經國紀念

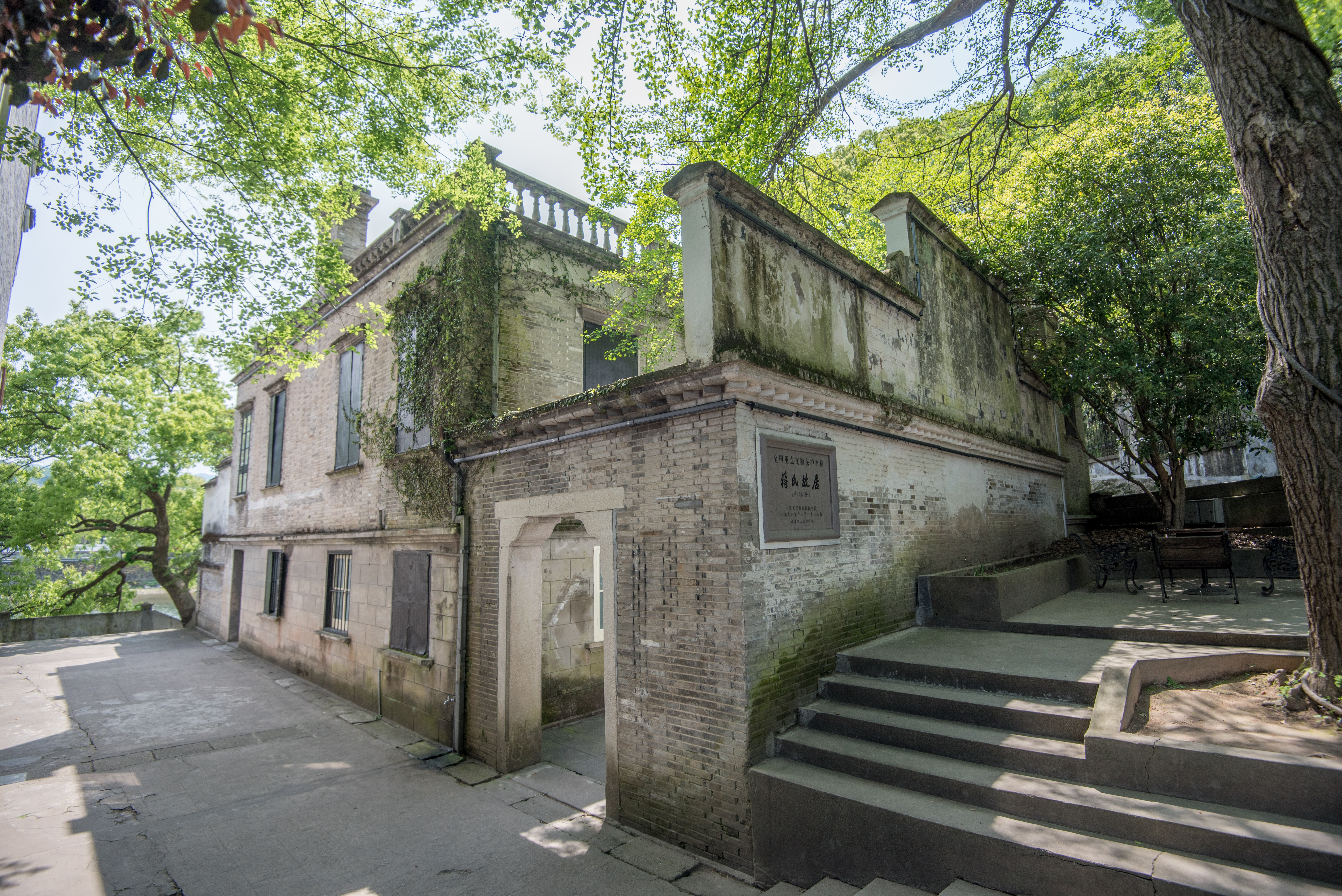
宁波奉化溪口小洋房

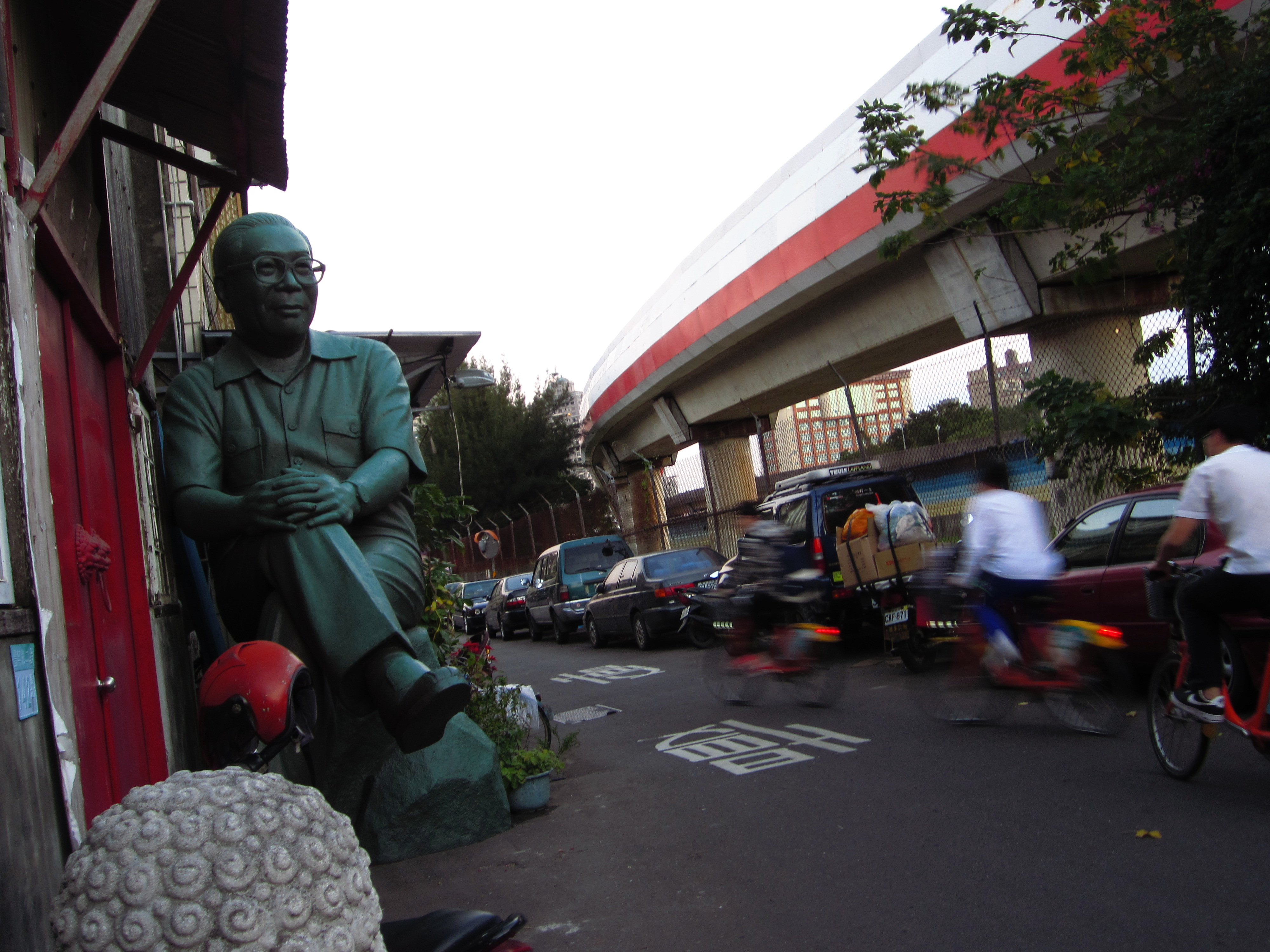
位在淡水捷運旁，故總統蔣經國的銅像

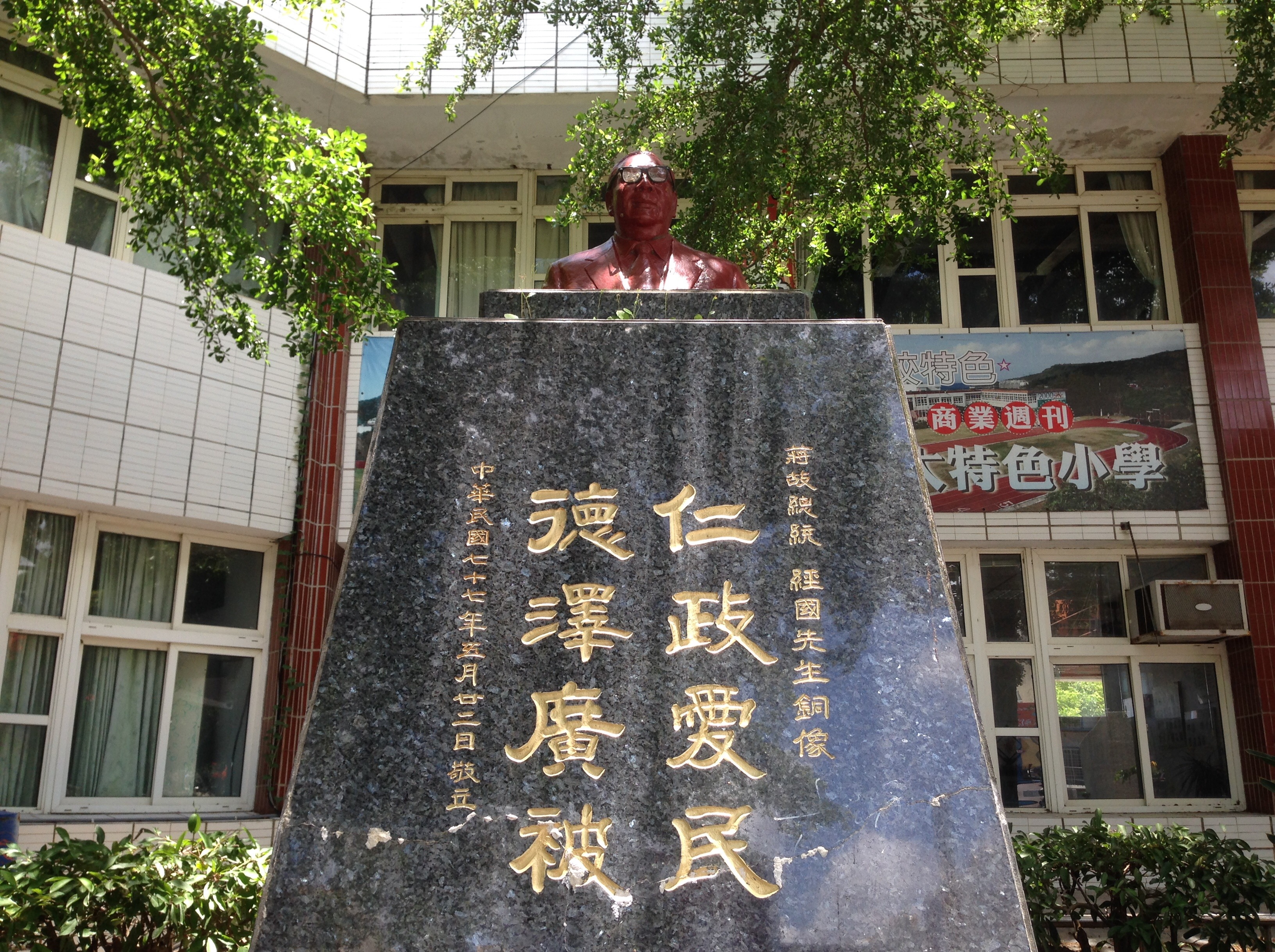
位在墾丁國小的蔣經國銅像

蔣經國紀念，是指在中華民國歷史上，在總統蔣經國逝世後對已故總統蔣經國的紀念。蔣經國曾先後施政於中華民國大陸時期和中華民國臺灣時期，在台灣地區廣泛營造出平易近人形象。其中有關其溫和形象經常被中國國民黨提及，許多泛藍支持者承認蔣經國努力發展台灣經濟和政治開放，對台灣經濟發展作出巨大貢獻。黨外運動及之後以民主進步黨為首的泛綠陣營對蔣經國意見較含蓄。一些支持政治自由者認為，雖然蔣經國晚年解除台灣省戒嚴令，但是蔣經國大部分統治時期仍是對臺灣實施威權統治。 

## 遗迹
- 宁波市奉化区溪口镇蒋氏故居：现为中华人民共和国全国重点文物保护单位，曾为蒋介石与蒋经国的出生地，蒋经国自苏联返回中华民国后的1937－1939年间居住于小洋房。蒋家后人多有到此祭拜[1]。
- 南京市留东同学会会址：曾为蒋经国住宅，位于玄武湖畔，现为南京市政协委员活动服务中心，属南京市文物保护单位。[2]
- 赣州市蔣經國舊居：1939－1945年间蒋经国因担任江西省第四行政区督察专员兼保安司令而居于江西赣州，留有居所共三处，分别为花园塘一号官邸、虎岗中华儿童新村、通天岩避暑山房，其中花园塘一号官邸现为赣州市文物保护单位。章亚若和蒋经国结识于江西赣州。[3]
- 上海市逸村2号：蒋经国1948年任上海区经济管制督导副专员期间居于此，现该建筑为私人建筑，不对外开放，属于上海市优秀历史建筑[4]。
- 杭州市蔣經國旧居：始建於1931年，占地約400坪，由主副兩棟樓組成，是西式磚木別墅，緊鄰西湖。據媒體報導稱，蔣經國曾於1948年10月至11月期間，攜妻兒來杭州在此暫住一個月。现属浙江省文物保护单位，外租为商业经营场所。[5][6]
- 台北市七海寓所：臺北市市定古蹟，位於臺北市大直北安路，是故總統蔣經國的總統官邸。因官邸警衛室代號為「七海」，所以稱為「七海寓所」。[7]
- 桃园市大溪陵寢：為奉厝中華民國第六、第七任總統蔣經國遺體靈櫬之處，位於台灣桃園市大溪區福安里。[8]

## 纪念馆

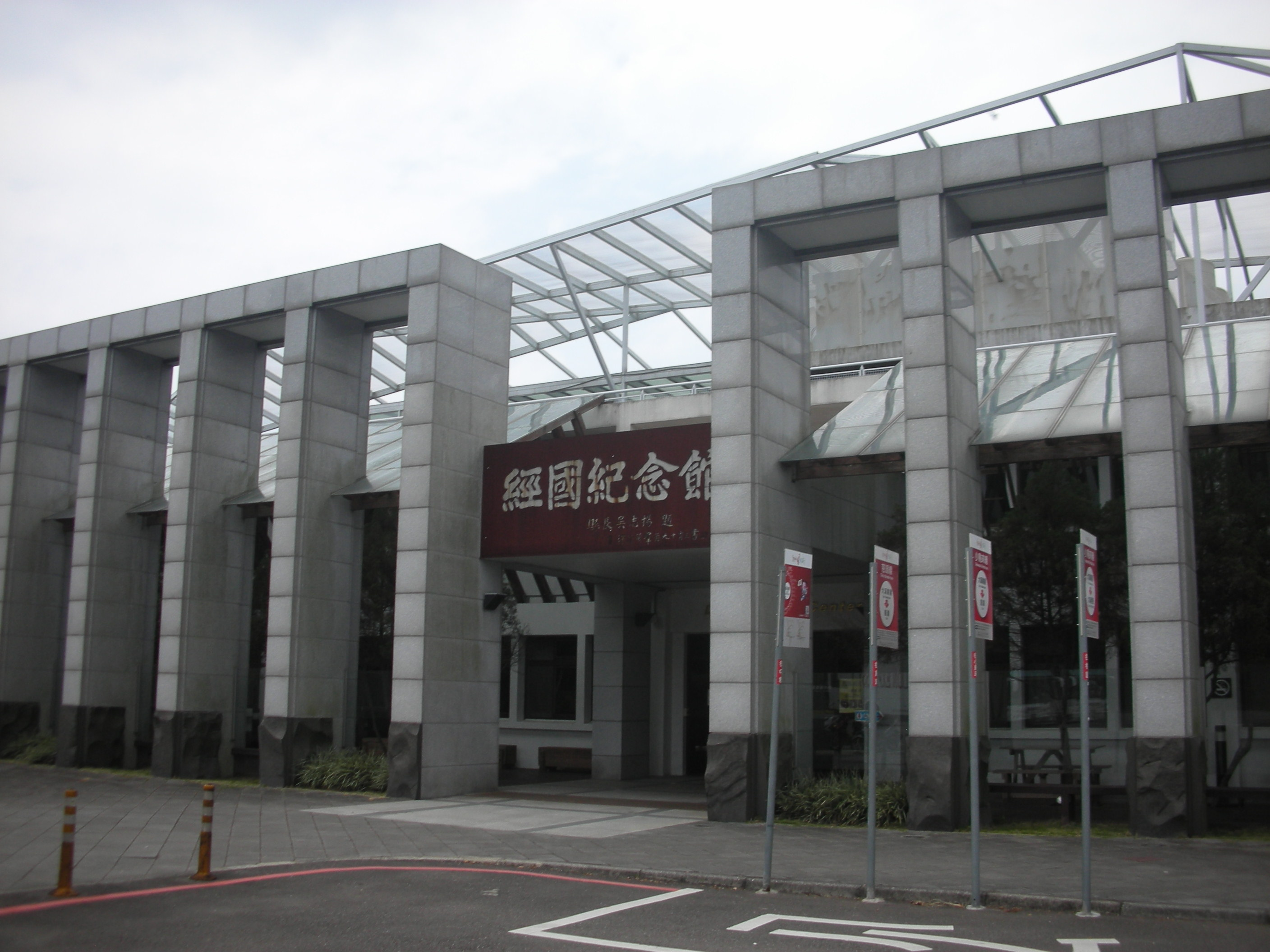
桃園市大溪遊客中心（經國紀念館）

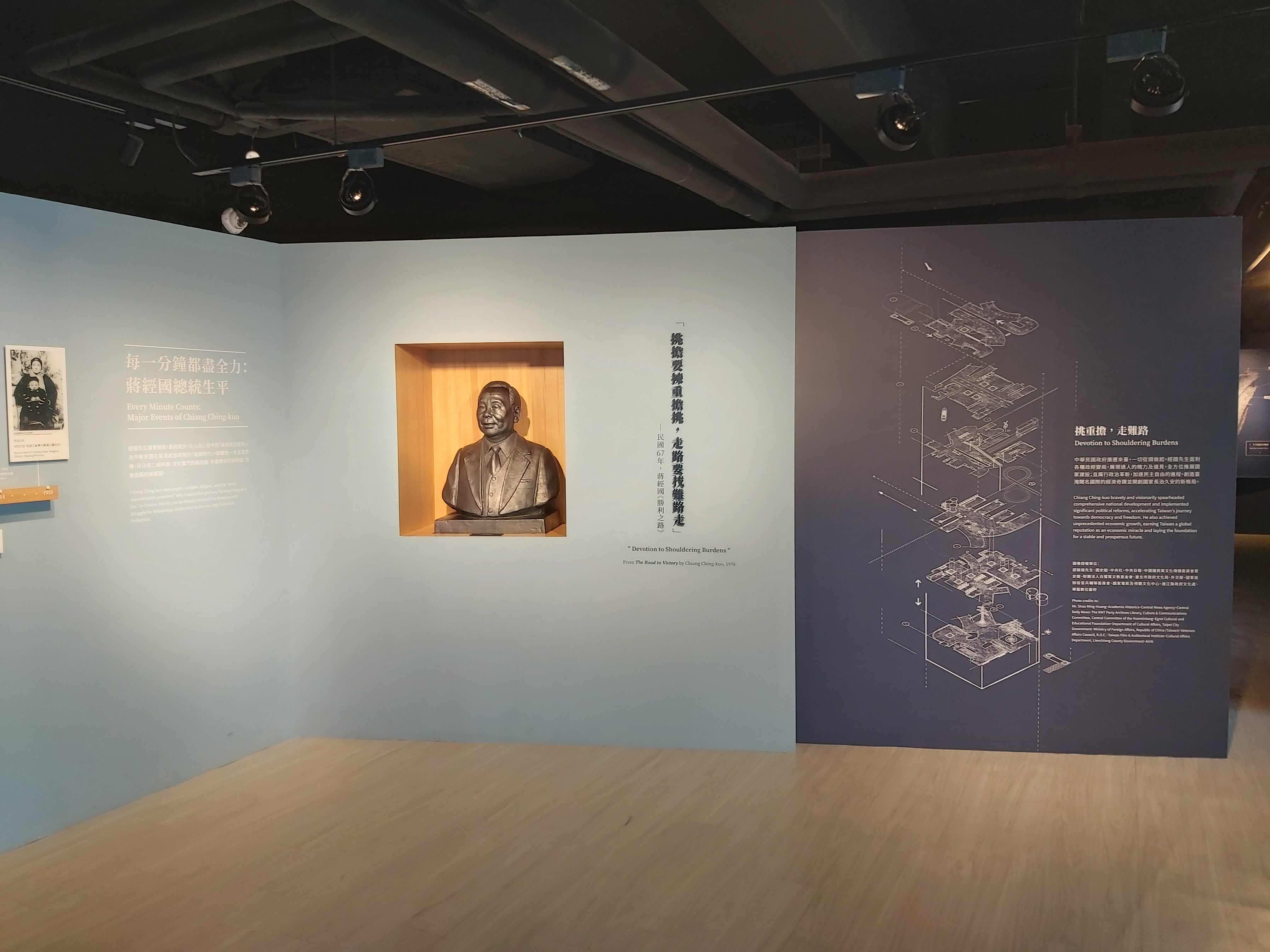
經國紀念館室內

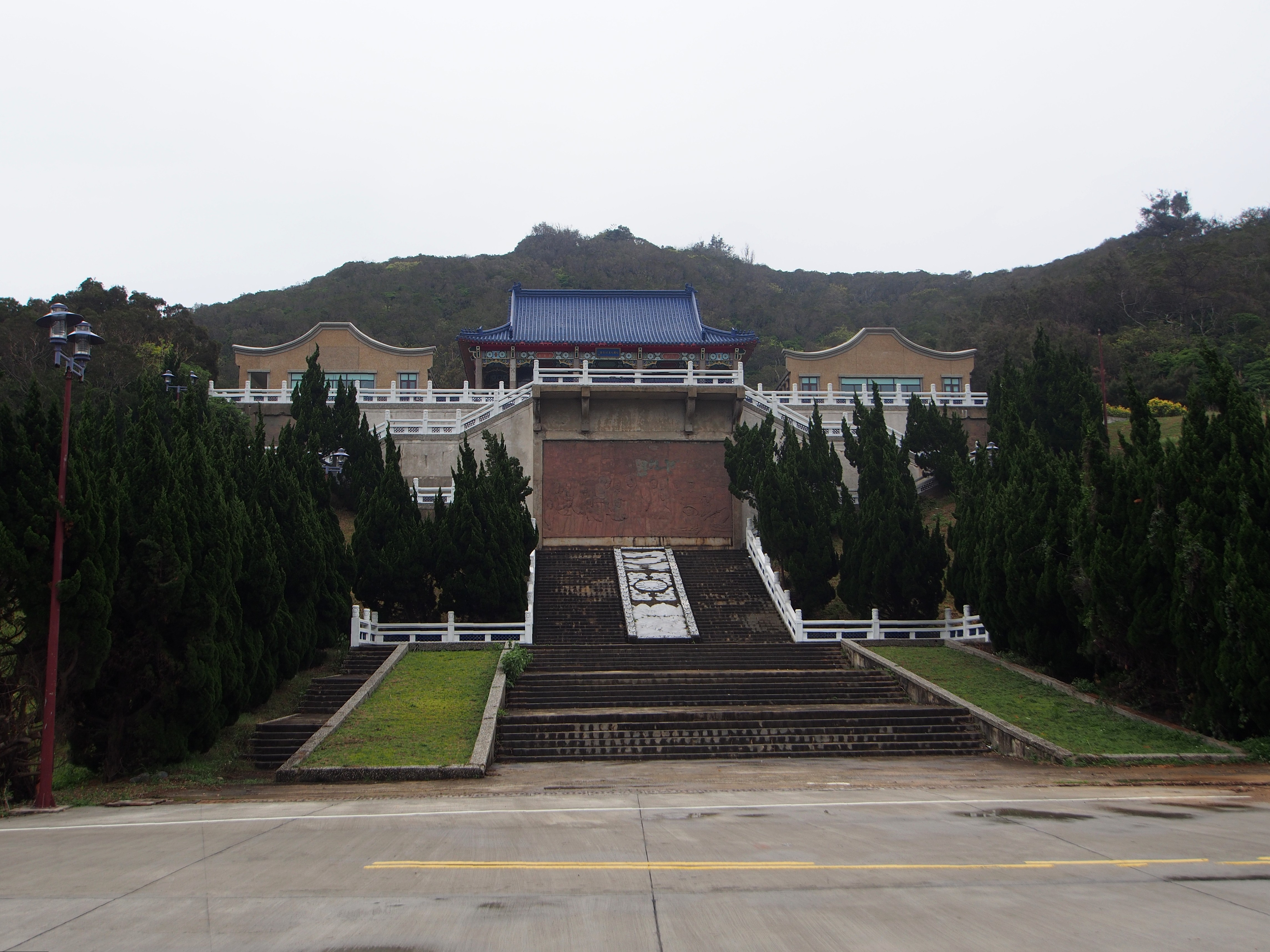
連江縣經國先生紀念堂

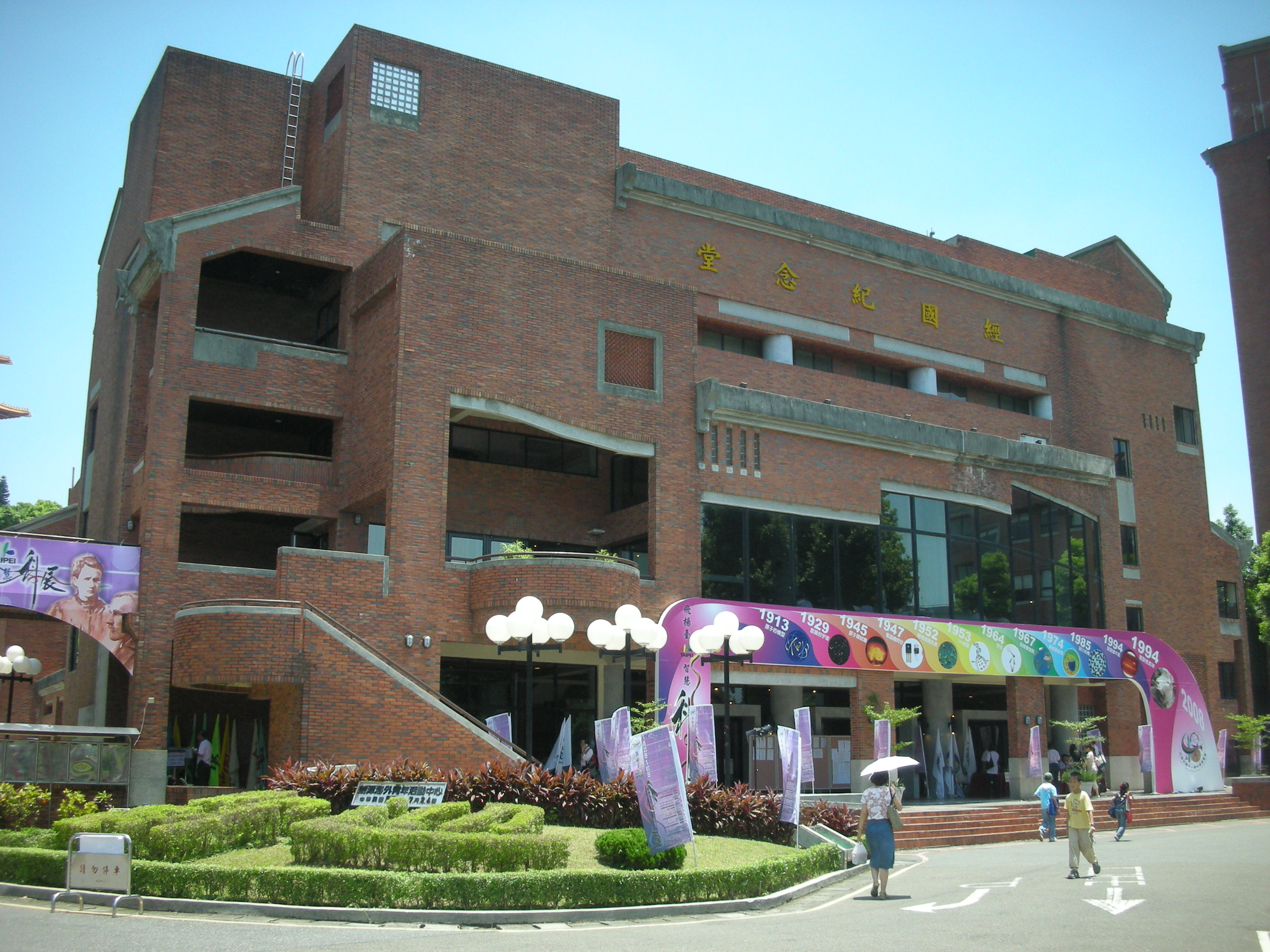
臺北市救國團劍潭海外青年活動中心經國紀念堂

- 桃園市的經國紀念館：原先是大溪遊客中心，經桃園縣政府於2012年整頓後重新設立，並結合大溪陵寢、復興賓館、慈湖陵寢、慈湖紀念雕塑公園等地標規劃為兩蔣文化園區。[9]
- 金門縣的蔣經國先生紀念館：1989年，為紀念蔣經國對於國家貢獻及長期關懷金門縣發展，在金門防衛司令部司令官黃幸強和程邦治倡議，於福建省金門縣成立蔣經國先生紀念館，並於2008年重新整修後再度啟用。地址於金門縣金寧鄉的金門國家公園乳山遊客中心之中山紀念林內，同大溪陵寢一樣為四合院建築[10]。
- 連江縣的經國先生紀念堂：經過軍政首長會議討論後，於福建省連江縣馬祖列島勝利水庫西側山丘上成立經國先生紀念堂。仿中山陵、中正紀念堂為藍瓦白牆建築。紀念館1樓為經國先生坐姿銅像與遺囑，2樓則為文物史料，展示經國先生歷年視察馬祖防務的老照片，以及各類文書往來的手稿，1994年6月完工開幕[11]。
- 台北市的經國七海文化園區暨蔣經國總統圖書館。
- 台北市的救國團劍潭海外青年活動中心設有經國紀念堂。

## 纪念品
1. 蔣經國紀念酒：主要由金門酒廠發行。例如：民國67年蔣經國謝東閔總統副總統就職紀念酒。
2. 組曲《蔣經國紀念歌》：為了緬懷故去的中華民國總統蔣經國而創作的紀念組曲，創作於1988年，作者黃友棣，亦即1975年蔣中正逝世後《蔣公紀念歌》的譜寫者。
3. 蔣經國紀念郵票：由中華郵政發行。
4. 蔣經國紀念金幣：主要由中華民國中央銀行委託中央造幣廠發行。
5. 蔣故總統經國先生百歲誕辰紀念流通幣：2010年4月27日，中華民國中央銀行委託中央造幣廠發行「蔣故總統經國先生百年誕辰紀念流通幣」，面額新台幣10元。

## 名称纪念

### 街道地名
「蔣經國」的名稱常在臺灣道路等相關命名中出現，例如：
- 桃園市桃園區經國路
- 新竹市經國路
- 臺中市大甲區經國路
- 苗栗市经国路
- 嘉義市東區經國新城團結愛國眷村社區

### 机构名称
- 財團法人蔣經國國際學術交流基金會：中华民国政府与民间共同捐助成立于1989年的基金会，奖励支持学术机构与学者从事中华文化的研究，名称以纪念中华民国总统蒋经国[12]。
- 經國管理暨健康學院
- 桃園市立經國國民中學
- 東南科技大學經國圖書館

### 战机型号
- 中華民國空軍F-CK-1經國號戰鬥機

## 外部連結
- （繁體中文） 蔣經國基金會
- （繁體中文） 蔣總統經國先生 （页面存档备份，存于）
- （繁體中文） 中國國民黨全球資訊網 （页面存档备份，存于）